# Шентре
Шентре (фр. Chaintré) насеље је и општина у источном делу централне Француске у региону Бургоња, у департману Саона и Лоара која припада префектури Макон.
По подацима из 2011. године у општини је живело 525 становника, а густина насељености је износила 158,61 становника/km². Општина се простире на површини од 3,31 km². Налази се на средњој надморској висини од 280 метара (максималној 285 m, а минималној 171 m).

## Демографија
| 1962. | 1968. | 1975. | 1982. | 1990. | 1999. | 2011. |
| ----- | ----- | ----- | ----- | ----- | ----- | ----- |
| 396   | 398   | 352   | 372   | 503   | 503   | 525   |

График промене броја становника у току последњих година